# Малдыбаев, Жакыпбек
Жакыпбек Малдыбаев (15 мая 1907, село Шенгельды, ныне Тарбагатайского района, Российская Империя — 8 июня 1938, Ташкент, Узбекская ССР, СССР) Первый казахский военный лётчик, лётчик-наблюдатель, воин-интернационалист.

## Биография
Родился 5 мая 1907 года в селе Шенгельды. 
Начальное образование получил у сельского муллы. Трудовую деятельность начал рабочим на золотом руднике в Маркакольском районе ВКО. В 1928 году возглавил комитет батраков, где защищал интересы рабочих.
В ноябре 1929 года призван в Красную Армию. Службу проходил в городе Мерв (ныне Мары ) Туркменской Автономной Советской Социалистической республики в 82-й Особой Кавалерийской бригаде. Принимал участие в боях с басмачами в песках Каракума и Кызылкума.
В 1930 году окончил полковую школу и стал командиром отделения.
В 1932 году окончил Среднеазиатскую военную школу им. Ленина (с 1937 г. — Ташкентское военное училище), назначен командиром взвода.
В 1933 году окончил девятую военную школу летчиков (с 1938 г. — Харьковское высшее военно-авиационное училище) в звании «военный лётчик-истребитель». В 1934 г., окончив курсы начальников фотослужб и высшую школу спецслужб[что?], продолжает службу в составе 40-го отдельного авиаотряда им. Свердлова Среднеазиатского Военного округа, базирующегося в Сталинобаде.
24 июля 1934 года назначен старшим лётчиком-наблюдателем и начальником фотослужбы 40-го особого авиационного отряда в Сталинабаде Среднеазиатского военного округа. В 1936 году старшему летчику Ж. Малдыбаеву присвоено воинское звание лейтенант. В июне 1937 года он назначен флаг-штурманом звена, а в декабре этого — же года он успешно выдержал испытания для поступления на штурманское отделение, военно — воздушной инженерной академии имени Н. Е. Жуковского в городе Москве и стал слушателем Академии.
В 1938 году погиб на пути из Испании, где принимал участие в боевых действиях как воин-интернационалист. Похоронен в городе Ташкенте.
Имя первого военного летчика-казаха носит школа в его родном селе Шенгельды, улицы в г. Зайсане, с. Теректы Курчумского района и в г. Усть-Каменогорске.